# Реквізитор
«Реквізи́тор» (англ. The Property Man) — короткометражний комедійний фільм 1914 року за участі Чарлі Чапліна.

## Сюжет
Герой фільму — театральний реквізитор, викриває в обмані силача.

## У ролях
- Чарльз Чаплін — театральний реквізитор
- Філліс Аллен — Лена Фат
- Чарльз Беннетт — Джордж Хем, чоловік Лени
- Джесс Денді — силач
- Еліс Девенпорт — акторка
- Вівіан Едвардс — сестра Goo-Goo
- Сесіль Арнольд — сестра Goo-Goo
- Норма Ніколс — акторка
- Джо Бордо — старий актор
- Ден Альбертс — чоловік в залі
- Честер Конклін — чоловік в залі
- Тед Едвардс — чоловік в залі
- Х. МакКой — чоловік в залі
- Френк Опперман — чоловік в залі
- Фріц Шод — чоловік в залі
- Мак Сеннет — чоловік в залі
- Джозеф Свікард — чоловік в залі
- Слім Саммервілл — чоловік в залі
- Лі Морріс — чоловік в залі